# Ola de calor en India en 2015
En mayo de 2015, India sufrió una gran ola de calor, lo que llevó a la muerte de más de 2.100 personas hasta el 31 de mayo y ha afectado varias ubicaciones. La ola de calor se produjo durante el inicio de la estación seca, que por lo general dura de marzo a julio, con temperaturas máximas en abril y mayo. A pesar de que normalmente se mantiene caliente hasta finales de octubre, el monzón de India a menudo proporciona un respiro del calor.
Los estados del sur de Andhra Pradesh y la vecina Telangana, donde más de 1.490 personas murieron y 489, respectivamente, fueron las zonas más afectadas por la ola de calor. Otras víctimas eran de los estados del este de Bengala Occidental y Odisha. La alta demanda de electricidad para poder utilizar el aire acondicionado llevó a cortes de electricidad en algunas ciudades. La ola de calor de 2015 ha tenido las temperaturas más altas registradas desde 1995.

## Antecedentes
Cada año India experimenta olas de calor severas en verano, pero en el año 2015, las temperaturas eran anormalmente altas. La mayoría de las muertes se concentraron en Andhra Pradesh, Telangana, Punjab, Uttar Pradesh, Odisha y Bihar. Más de 20.000 personas han muerto por causas relacionadas con el calor en la India desde 1990. En el pasado reciente, el período más grave de clima caliente se produjo en 1995, cuando 1.677 personas murieron debido a una serie de olas de calor. 793 personas murieron en 2011, mientras que 1.247 personas murieron en 2012 por causas relacionadas con el calor. En 2013, 1.216 personas murieron debido al clima caliente. Con más de 1.800 muertes, la ola de calor ha demostrado ser el más mortífero desde 1979. El número de víctimas pasó la marca de años anteriores con rapidez en 2015.

## Causas
La ola de calor fue causada en gran parte por la falta de lluvias en la pre-temporada del monzón, lo que provocó menos humedad de lo normal para la zona, dejando áridas y secas grandes zonas de India. El final repentino de lluvias pre-monzónicas, una tendencia común en India, ha contribuido a las olas de calor. Este patrón climático, junto con al efecto El Niño, que a menudo aumenta la temperatura en Asia, se combinaron para crear las temperaturas récord. La alta humedad agrava los efectos de las temperaturas en los residentes. El Loo, un viento seco procedente de Pakistán y el noroeste de India, ha contribuido a elevar la humedad y el aumento de la temperatura en India.